# Phaedon cyanescens
Phaedon cyanescens är en skalbaggsart som beskrevs av Carl Stål 1860. Phaedon cyanescens ingår i släktet Phaedon och familjen bladbaggar. Inga underarter finns listade i Catalogue of Life.